# أحد عشر كوكبا
أحد عشر كوكبًا، مجموعة شعرية من مؤلفات الشاعر العربي الفلسطيني محمود درويش، صدرت في عام 1992، عن دار توبقال للنشر في الدار البيضاء، المغرب.

## الجوائز
- جائزة ترجمان للترجمة والتأليف ضمن جوائز معرض الشارقة الدولي للكتاب 2021.